# I liga brazylijska w piłce nożnej (2009)
Mistrzem Brazylii został klub CR Flamengo, natomiast wicemistrzem Brazylii został klub SC Internacional.
Do Copa Libertadores w roku 2010 zakwalifikowały się następujące kluby:
- CR Flamengo (mistrz Brazylii)
- SC Internacional (wicemistrz Brazylii)
- São Paulo (3 miejsce)
- Cruzeiro EC (4 miejsce – runda wstępna)
- Corinthians Paulista (zdobywca Copa do Brasil)

Do Copa Sudamericana w roku 2010 zakwalifikowały się następujące kluby:
- SE Palmeiras (5 miejsce)
- Avaí FC (6 miejsce)
- Atlético Mineiro (7 miejsce)
- Grêmio Porto Alegre (8 miejsce)
- Goiás EC (9 miejsce)
- Grêmio Barueri (11 miejsce)
- Santos FC (12 miejsce)
- EC Vitória (13 miejsce)

Cztery ostatnie w tabeli kluby spadły do drugiej ligi (Campeonato Brasileiro Série B):
- Coritiba FBC
- Santo André
- Náutico
- Sport Recife

Na miejsce spadkowiczów awansowały cztery najlepsze kluby drugiej ligi:
- CR Vasco da Gama
- Guarani FC
- Ceará SC
- Atlético Goianiense

## Rozgrywki

### Wyniki

#### Kolejka 1
| Data         | Mecz                                                                                            |
| ------------ | ----------------------------------------------------------------------------------------------- |
| 9 maja 2009  | Sport Recife - Grêmio Barueri 1:1 Igor Nascimento Soares 13 - Pedrão 48                         |
| 9 maja 2009  | SE Palmeiras - Coritiba FBC 2:1 Willians 69, Keirrison 88 - Marcelinho 32k                      |
| 9 maja 2009  | Avaí FC - Atlético Mineiro 2:2 Evando 24, Muriqui 58 - Alessandro 70, Carlos Alberto 77         |
| 10 maja 2009 | Corinthians Paulista - SC Internacional 0:1 Nilmar 8                                            |
| 10 maja 2009 | Fluminense FC - São Paulo 1:0 Maurício 3                                                        |
| 10 maja 2009 | Cruzeiro EC - CR Flamengo 2:0 Kléber 29k, Ramires 90                                            |
| 10 maja 2009 | Athletico Paranaense - EC Vitória 0:2 Wallace 15, Leandro Domingues 88                          |
| 10 maja 2009 | Grêmio Porto Alegre - Santos FC 1:1 Réver 76 - Mauricio Molina 85                               |
| 10 maja 2009 | Santo André - Botafogo FR 1:1 Nunes 30 - Victor Simoes de Oliveira 84                           |
| 10 maja 2009 | Goiás EC - Náutico 3:3 Felipe 25, 56, Júlio César 40 - Asprilla 7, Carlinhos Bala 63, Gilmar 84 |

#### Kolejka 2
| Data         | Mecz |
| ------------ | --- |
| 16 maja 2009 | Coritiba FBC - Santo André 2:4 Renatinho 4, Marcelinho 84 - Pablo Escobar 10, António Flavio 17, Marcelinho Carioca 37, Bruno 82 |
| 16 maja 2009 | Atlético Mineiro - Grêmio Porto Alegre 2:1 Thiago Feltri 75, Diego Tardelli 90k - Germán Herrera 79                              |
| 16 maja 2009 | CR Flamengo - Avaí FC 0:0 |
| 17 maja 2009 | Santos FC - Goiás EC 3:3 Rodrigo Souto 11, Kleber 9, Rodrigo Souto 46 - Iarley 38, Ramalho 60, Rafael Tolói 86                   |
| 17 maja 2009 | São Paulo - Athletico Paranaense 2:2 Borges 46, André Lima 89 - Rafael Santos 45, 74                                             |
| 17 maja 2009 | Grêmio Barueri - Fluminense FC 0:0                                                                                               |
| 17 maja 2009 | SC Internacional - SE Palmeiras 2:0 Danny 11, Andrés D´Alessandro 90                                                             |
| 17 maja 2009 | Botafogo FR - Corinthians Paulista 0:0                                                                                           |
| 17 maja 2009 | EC Vitória - Sport Recife 1:0 Neto Baiano 34                                                                                     |
| 17 maja 2009 | Náutico - Cruzeiro EC 2:0 Derley 57, Carlinhos Bala 71                                                                           |

#### Kolejka 3
| Data         | Mecz                                                                                           |
| ------------ | ---------------------------------------------------------------------------------------------- |
| 23 maja 2009 | Corinthians Paulista - Grêmio Barueri 2:1 Souza 18k, Jean 48 - Daniel Marques 90               |
| 23 maja 2009 | Cruzeiro EC - EC Vitória 2:0 Kléber 23, 28                                                     |
| 23 maja 2009 | Goiás EC - SC Internacional 0:1 Taison 77                                                      |
| 24 maja 2009 | Grêmio Porto Alegre - Botafogo FR 2:0 Jonas 57, Fábio Santos 78                                |
| 24 maja 2009 | SE Palmeiras - São Paulo 0:0                                                                   |
| 24 maja 2009 | Athletico Paranaense - Náutico 2:3 Wallyson 27, 35 - Gladstone 50, Anderson 56, Anderson 82    |
| 24 maja 2009 | Fluminense FC - Santos FC 1:4 Mariano 9 - Mauricio Molina 37, Madson 51, Kleber 84, 86         |
| 24 maja 2009 | Santo André - CR Flamengo 1:2 Ricardo Conceicao 43 - Josiel 31, 65                             |
| 24 maja 2009 | Avaí FC - Coritiba FBC 2:2 Muriqui 33, Ricardinho 74 - Hugo 34, Marcelinho 54                  |
| 24 maja 2009 | Sport Recife - Atlético Mineiro 2:3 Jonilson 46s, Dutra 90 - Éder Luís 5, 10, Márcio Araújo 42 |

#### Kolejka 4
| Data         | Mecz |
| ------------ | --- |
| 30 maja 2009 | Atlético Mineiro - Santo André 0:0                                                                             |
| 30 maja 2009 | Coritiba FBC - Goiás EC 1:3 Marcelinho 49 - Felipe 7k, 39, Iarley 30                                           |
| 30 maja 2009 | Botafogo FR - Sport Recife 2:2 ?, Tony 60 - Wilson 6, Wendon 20                                                |
| 31 maja 2009 | CR Flamengo - Athletico Paranaense 2:1 Antonio Carlos 14s, Adriano 46 - de Miranda Martiniano Rafael Moura 69k |
| 31 maja 2009 | Náutico - Fluminense FC 1:1 Gilmar 90k - Alan 9                                                                |
| 31 maja 2009 | São Paulo - Cruzeiro EC 3:0 Washington 12, Borges 32, Dagoberto 77                                             |
| 31 maja 2009 | Santos FC - Corinthians Paulista 3:1 Paulo Henrique 17, Paulo Henrique 30, Madson 89 - Renato 49               |
| 31 maja 2009 | Grêmio Barueri - SE Palmeiras 2:2 Pedrão 62, 73 - Obina 56, Keirrison 61                                       |
| 31 maja 2009 | SC Internacional - Avaí FC 2:1 Talles 15, Alecsandro 60 - Lima 87k                                             |
| 31 maja 2009 | EC Vitória - Grêmio Porto Alegre 1:0 Leandro Domingues 90                                                      |

#### Kolejka 5
| Data           | Mecz                                                                                       |
| -------------- | ------------------------------------------------------------------------------------------ |
| 4 czerwca 2009 | Grêmio Porto Alegre - Náutico 3:0 Souza 36, Maximiliano López 67, Souza 80                 |
| 4 czerwca 2009 | Santo André - Santos FC 3:3 Nunes 14, 45, Elvis 72k - Kleber 7, Madson 24, Fabao 65        |
| 6 czerwca 2009 | Corinthians Paulista - Coritiba FBC 2:0 Souza 44, Douglas 55                               |
| 7 czerwca 2009 | Athletico Paranaense - Atlético Mineiro 0:4 Júnior 26, Diego Tardelli 55, Éder Luís 75, 77 |
| 7 czerwca 2009 | SE Palmeiras - EC Vitória 2:1 José Ortigoza 65, Mauricio Ramos 90 - Apodi 46               |
| 7 czerwca 2009 | Sport Recife - CR Flamengo 4:2 Durval 26, Wendon 27, 30, 33 - Emerson 5, 9                 |
| 7 czerwca 2009 | Avaí FC - São Paulo 0:0                                                                    |
| 7 czerwca 2009 | Cruzeiro EC - SC Internacional 1:1 Wellington Paulista 46 - Magrao 4                       |
| 7 czerwca 2009 | Fluminense FC - Botafogo FR 1:0 Fred 88                                                    |
| 7 czerwca 2009 | Goiás EC - Grêmio Barueri 2:2 Ramalho 39, Everton 88 - André Luiz 44, Éverton 82           |

#### Kolejka 6
| Data            | Mecz |
| --------------- | --- |
| 13 czerwca 2009 | Botafogo FR - Santos FC 2:0 José Batista Leite da Silva 83, Laion 86                                             |
| 13 czerwca 2009 | São Paulo - Santo André 1:1 Borges 84 - Marcelinho Carioca 26                                                    |
| 13 czerwca 2009 | Sport Recife - Athletico Paranaense 0:1 Rafael Santos 74                                                         |
| 14 czerwca 2009 | Coritiba FBC - CR Flamengo 5:0 Wellinton Souza Da Silva 7s, Marcos Aurélio 41, Bruno Batata 46, 62, Leo Macaé 75 |
| 14 czerwca 2009 | Atlético Mineiro - Náutico 3:0 Júnior 13, Diego Tardelli 63, Márcio Araújo 83                                    |
| 14 czerwca 2009 | Goiás EC - Corinthians Paulista 0:0                                                                              |
| 14 czerwca 2009 | Fluminense FC - Grêmio Porto Alegre 0:0                                                                          |
| 14 czerwca 2009 | Grêmio Barueri - Avaí FC 3:1 Éverton 62, Pedrão 83, Marcos Pimentel 84 - Marquinhos 7                            |
| 14 czerwca 2009 | SC Internacional - EC Vitória 0:0                                                                                |
| 14 czerwca 2009 | SE Palmeiras - Cruzeiro EC 3:1 Marcão 33, Keirrison 38, 58 - Bernardo Vieira de Souza 24                         |

#### Kolejka 7
| Data            | Mecz |
| --------------- | --- |
| 20 czerwca 2009 | Santo André - Sport Recife 2:1 Elvis 30, Marcel 90 - Hugo 23                                                                               |
| 20 czerwca 2009 | EC Vitória - Botafogo FR 4:3 Roger 12, 21, Adriano 30, Apodi 89 - Juninho 29, José Batista Leite da Silva 36, Victor Simoes de Oliveira 72 |
| 20 czerwca 2009 | Athletico Paranaense - SE Palmeiras 2:2 Rafael Santos 51, Marcinho 79 - Obina 67, Keirrison 90                                             |
| 20 czerwca 2009 | Avaí FC - Fluminense FC 3:2 Muriqui 12, Marquinhos 15, Léo Gago 90 - Fred 58k, 60                                                          |
| 20 czerwca 2009 | Náutico - Coritiba FBC 0:1 Marcos Aurélio 63                                                                                               |
| 20 czerwca 2009 | Grêmio Porto Alegre - Goiás EC 2:2 Tcheco 59k, Maximiliano López 90 - Felipe 52, 68                                                        |
| 21 czerwca 2009 | Cruzeiro EC - Grêmio Barueri 2:4 Jonathan 2, Wellington Paulista 44 - Thiago Humberto 11, Pedrão 25, 75k, Márcio Careca 48                 |
| 21 czerwca 2009 | Santos FC - Atlético Mineiro 2:3 Neymar 45, Leo 88 - Diego Tardelli 60, Evandro 65, Carlos Alberto 74                                      |
| 21 czerwca 2009 | CR Flamengo - SC Internacional 4:0 Adriano 12, Emerson 35, Adriano 45, 67k                                                                 |
| 21 czerwca 2009 | Corinthians Paulista - São Paulo 3:1 Cristian 37 - Chicão 57, Jucilei 72, Richarlyson 80                                                   |

#### Kolejka 8
| Data            | Mecz |
| --------------- | --- |
| 27 czerwca 2009 | São Paulo - Náutico 2:0 Jean 46, Hernanes 86                                                                                           |
| 27 czerwca 2009 | Grêmio Barueri - Atlético Mineiro 4:2 Thiago Humberto 9, Fernando 31, Thiago Humberto 84, Marcos Pimentel 85 - Diego Tardelli 72k, 76k |
| 27 czerwca 2009 | Athletico Paranaense - Corinthians Paulista 1:0 Paulo Baier 35                                                                         |
| 27 czerwca 2009 | Botafogo FR - Goiás EC 1:4 Victor Simoes de Oliveira 35 - Felipe 24, 43k, Iarley 59, Rafael Tolói 57                                   |
| 27 czerwca 2009 | Cruzeiro EC - Avaí FC 1:0 Ze María 41k                                                                                                 |
| 28 czerwca 2009 | SE Palmeiras - Santos FC 1:1 Obina 32 - Róbson 81                                                                                      |
| 28 czerwca 2009 | SC Internacional - Coritiba FBC 3:0 Luís Bolaños 63, 69, Junior 73                                                                     |
| 28 czerwca 2009 | EC Vitória - Santo André 4:1 Elkeson De Oliveira Cardoso 49, Uelliton da Silva Vieira 79, Roger 84, 90k - Moraes 88                    |
| 28 czerwca 2009 | Sport Recife - Grêmio Porto Alegre 3:1 Fabiano 18, Elder Granja 84, Jose Fernando Fumagalli 88 - Jonas 63                              |
| 28 czerwca 2009 | Fluminense FC - CR Flamengo 0:0 |

#### Kolejka 9
| Data         | Mecz |
| ------------ | --- |
| 4 lipca 2009 | Santo André - Grêmio Barueri 1:1 Marcel 81 - Val Baiano 40k                                                                          |
| 4 lipca 2009 | Santos FC - Sport Recife 1:0 Paulo Henrique 89                                                                                       |
| 4 lipca 2009 | CR Flamengo - EC Vitória 2:1 Juan 26, Emerson 67 - Roger 61                                                                          |
| 5 lipca 2009 | Atlético Mineiro - Botafogo FR 1:1 Éder Luís 15 - Juninho 23                                                                         |
| 5 lipca 2009 | Grêmio Porto Alegre - Athletico Paranaense 4:1 Maximiliano López 4, 6, Germán Herrera 11, 85 - de Miranda Martiniano Rafael Moura 21 |
| 5 lipca 2009 | Coritiba FBC - São Paulo 2:0 Marcos Aurélio 19, Ariel Nahuelpan 47                                                                   |
| 5 lipca 2009 | Goiás EC - Cruzeiro EC 1:0 Felipe 20                                                                                                 |
| 5 lipca 2009 | Náutico - SC Internacional 0:2 Nilmar 70, 77                                                                                         |
| 5 lipca 2009 | Avaí FC - SE Palmeiras 0:3 Obina 26k, 52, Cleiton Xavier 74                                                                          |
| 8 lipca 2009 | Corinthians Paulista - Fluminense FC 4:2 Ronaldo 24, 35, 85, Dentinho 30 - Darío Conca 71, Alan 77                                   |

#### Kolejka 10
| Data          | Mecz |
| ------------- | --- |
| 11 lipca 2009 | SE Palmeiras - Náutico 4:1 Mauricio Ramos 6, Willians 27, Pablo Armero 72, Pierre 84 - Marcio Barros 64                                                 |
| 11 lipca 2009 | Avaí FC - Botafogo FR 1:2 Marquinhos 55 - Juninho 13, Renato 42                                                                                         |
| 11 lipca 2009 | Grêmio Barueri - Coritiba FBC 3:1 Val Baiano 3k, Fernando 16, Cleiton 81s - Carlinhos Paraíba 89                                                        |
| 12 lipca 2009 | São Paulo - CR Flamengo 2:2 Borges 18, Jorge Wagner 64k - Gonzalo Fierro 3, Adriano 21k                                                                 |
| 12 lipca 2009 | Athletico Paranaense - SC Internacional 3:2 Marcinho 31, 58k, Wesley 70 - Nilmar 9, Alecsandro 88                                                       |
| 12 lipca 2009 | Grêmio Porto Alegre - Corinthians Paulista 3:0 Alex Mineiro 15, Jonas 22, Rafael Marques 38                                                             |
| 12 lipca 2009 | Cruzeiro EC - Atlético Mineiro 0:3 Júnior 40, Alessandro 43, Éder Luís 88                                                                               |
| 12 lipca 2009 | EC Vitória - Santos FC 6:2 Roger 3, 15, William Fernando da Silva 23, Vitor Ramos 28, Leandro Domingues 73k, Jackson 78 - Kleber 45k, Paulo Henrique 61 |
| 12 lipca 2009 | Fluminense FC - Santo André 0:1 Wellington 3s |
| 12 lipca 2009 | Sport Recife - Goiás EC 1:0 Fabiano 17k |

#### Kolejka 11
| Data             | Mecz |
| ---------------- | --- |
| 15 lipca 2009    | Coritiba FBC - Grêmio Porto Alegre 2:1 Marcelinho 45, Ariel Nahuelpan 52 - Jonas 9                             |
| 15 lipca 2009    | Goiás EC - Avaí FC 0:2 Muriqui 48, Roberto Zardin Rodrigues 89                                                 |
| 15 lipca 2009    | Santo André - Athletico Paranaense 1:0 Vinicius 50                                                             |
| 15 lipca 2009    | Santos FC - Grêmio Barueri 3:3 Madson 26, Róbson 80, Neymar 88 - Val Baiano 13, 29 Fernando 17                 |
| 15 lipca 2009    | CR Flamengo - SE Palmeiras 1:2 Adriano 71, Diego Souza 24 - José Ortigoza 43                                   |
| 15 lipca 2009    | SC Internacional - Fluminense FC 4:2 Gonzalo Sorondo 15, Andrezinho 30, Taison 79, 90 - Ruy 72, Darío Conca 74 |
| 16 lipca 2009    | Atlético Mineiro - São Paulo 2:0 Diego Tardelli 1, Serginho Mineiro 52                                         |
| 16 lipca 2009    | Náutico - EC Vitória 1:1 Gilmar 66k - Roger 12                                                                 |
| 16 lipca 2009    | Corinthians Paulista - Sport Recife 4:3 Ronaldo 27, 34, Cristian 50, Moradei 80 - Fabiano 12, Vandinho 63, 67  |
| 27 sierpnia 2009 | Botafogo FR - Cruzeiro EC 1:1 Lúcio Flávio 32 - Thiago 66                                                      |

#### Kolejka 12
| Data          | Mecz |
| ------------- | --- |
| 18 lipca 2009 | SE Palmeiras - Santo André 1:0 Diego Souza 23                                                                 |
| 18 lipca 2009 | Fluminense FC - Goiás EC 1:4 Ruy 47 - Ramalho 58, Júlio César 62, Felipe 71, Iarley 80                        |
| 19 lipca 2009 | Athletico Paranaense - Coritiba FBC 0:0                                                                       |
| 19 lipca 2009 | Grêmio Porto Alegre - SC Internacional 2:1 Souza 35, Maximiliano López 69 - Nilmar 25                         |
| 19 lipca 2009 | São Paulo - Santos FC 2:1 Washington 44, 50 - Roni 45                                                         |
| 19 lipca 2009 | EC Vitória - Atlético Mineiro 0:0                                                                             |
| 19 lipca 2009 | Cruzeiro EC - Corinthians Paulista 1:2 Kléber 84k - Jorge Henrique De Souza 22, Ronaldo 77                    |
| 19 lipca 2009 | Grêmio Barueri - Náutico 4:0 Val Baiano 19k, 40, 71k, 77                                                      |
| 19 lipca 2009 | Sport Recife - Avaí FC 1:3 Igor Nascimento Soares 12 - Dude 13s, Roberto Zardin Rodrigues 60, Luís Ricardo 68 |
| 19 lipca 2009 | CR Flamengo - Botafogo FR 2:2 Adriano 40, Emerson 88 - Alessandro 34, Renato 71                               |

#### Kolejka 13
| Data          | Mecz                                                                                        |
| ------------- | ------------------------------------------------------------------------------------------- |
| 22 lipca 2009 | Santo André - Cruzeiro EC 0:2 Kléber 59, Diego Renan 68                                     |
| 22 lipca 2009 | Avaí FC - Grêmio Porto Alegre 1:0 Ferdinando Pereira Leda 49                                |
| 22 lipca 2009 | CR Flamengo - Grêmio Barueri 1:1 Emerson 69 - Val Baiano 52k                                |
| 22 lipca 2009 | Santos FC - Athletico Paranaense 1:0 Neymar 72                                              |
| 22 lipca 2009 | SC Internacional - São Paulo 2:2 Alecsandro 29, 37 - Hernanes 48, Jean 69                   |
| 22 lipca 2009 | Goiás EC - SE Palmeiras 2:1 Léo Lima 75k, Bruno Meneghel 87 - Diego Souza 52                |
| 22 lipca 2009 | Náutico - Botafogo FR 2:2 Gilmar 58k, 67 - Juninho 20, Reinaldo 76                          |
| 23 lipca 2009 | Atlético Mineiro - Fluminense FC 2:1 Serginho Mineiro 60, Diego Tardelli 65 - João Paulo 79 |
| 23 lipca 2009 | Coritiba FBC - Sport Recife 1:1 Marcelinho 33k - Dutra 17                                   |
| 23 lipca 2009 | Corinthians Paulista - EC Vitória 2:1 Dentinho 20, Jean 30 - Apodi 42                       |

#### Kolejka 14
| Data          | Mecz |
| ------------- | --- |
| 25 lipca 2009 | Botafogo FR - SC Internacional 3:2 Victor Simoes de Oliveira 10, André Lima 16, Alessandro 74 - Andrezinho 47k, Leandrão 63 |
| 25 lipca 2009 | Grêmio Porto Alegre - Santo André 3:2 Rafael Marques 42, 79, Souza 45 - António Flavio 19, Ricardo Goulart 90               |
| 25 lipca 2009 | Athletico Paranaense - Avaí FC 1:3 Marcinho 65 - Muriqui 9, William 26, 61                                                  |
| 26 lipca 2009 | Santos FC - CR Flamengo 1:2 Róbson 69 - Adriano 77, Pará 87s                                                                |
| 26 lipca 2009 | Sport Recife - Náutico 3:3 Fabiano 39, Durval 53, Guto 67 - Carlinhos Bala 25, 74, Gilmar 47k                               |
| 26 lipca 2009 | Atlético Mineiro - Goiás EC 0:1 Iarley 81                                                                                   |
| 26 lipca 2009 | Corinthians Paulista - SE Palmeiras 0:3 Obina 31, 60k, 65                                                                   |
| 26 lipca 2009 | Fluminense FC - Cruzeiro EC 1:1 Kieza 47 - Henrique 28                                                                      |
| 26 lipca 2009 | Grêmio Barueri - São Paulo 1:2 Ralf 20 - Washington 13, André Dias 24                                                       |
| 26 lipca 2009 | EC Vitória - Coritiba FBC 1:0 Leandro Domingues 64                                                                          |

#### Kolejka 15
| Data          | Mecz |
| ------------- | --- |
| 29 lipca 2009 | Coritiba FBC - Botafogo FR 2:2 Bruno Batata 57, Marcos Aurélio 89 - Victor Simoes de Oliveira 33, Renato 83                                  |
| 29 lipca 2009 | Cruzeiro EC - Sport Recife 1:0 Kléber 89 |
| 29 lipca 2009 | Goiás EC - Athletico Paranaense 3:0 Iarley 6, Amaral 12, Léo Lima 65                                                                         |
| 29 lipca 2009 | SC Internacional - Grêmio Barueri 3:2 Alecsandro 5, Andrezinho 26, Gonzalo Sorondo 85 - Sandro Raniere Guimaraes Cordeiro 45s, André Luiz 78 |
| 29 lipca 2009 | Santo André - Corinthians Paulista 1:1 Marcelinho Carioca 64 - Chicão 74k                                                                    |
| 29 lipca 2009 | Náutico - Santos FC 1:2 Gilmar 77k - Neymar 67, Rodrigo Souto 90                                                                             |
| 29 lipca 2009 | SE Palmeiras - Fluminense FC 1:0 Diego Souza 58                                                                                              |
| 30 lipca 2009 | São Paulo - Grêmio Porto Alegre 2:1 Dagoberto 21, 46 - Tcheco 79k                                                                            |
| 30 lipca 2009 | CR Flamengo - Atlético Mineiro 3:1 Leonardo Moura 36, Kléber 38, Everton 59 - Éder Luís 2                                                    |
| 30 lipca 2009 | Avaí FC - EC Vitória 4:0 Marquinhos 8k, Luís Ricardo 16, Muriqui 68k, Caio 88                                                                |

#### Kolejka 16
| Data             | Mecz |
| ---------------- | --- |
| 1 sierpnia 2009  | Botafogo FR - Grêmio Barueri 2:1 André Lima 36, 90 - Márcio Careca 44                                               |
| 1 sierpnia 2009  | Sport Recife - SE Palmeiras 0:1 Bruno Tales 70s                                                                     |
| 2 sierpnia 2009  | Athletico Paranaense - Fluminense FC 1:0 Paulo Baier 41                                                             |
| 2 sierpnia 2009  | EC Vitória - São Paulo 0:1 Dagoberto 73                                                                             |
| 2 sierpnia 2009  | CR Flamengo - Náutico 1:1 Leonardo Moura 81 - Gilmar 23                                                             |
| 2 sierpnia 2009  | Corinthians Paulista - Avaí FC 0:0                                                                                  |
| 2 sierpnia 2009  | Santo André - Goiás EC 1:2 Pablo Escobar 66 - Iarley 77, Júlio César 90                                             |
| 2 sierpnia 2009  | Atlético Mineiro - Coritiba FBC 3:2 Jonilson 14, Diego Tardelli 15, Renan Oliveira 86 - Demerson 20, Leo Macaé 81   |
| 2 sierpnia 2009  | Grêmio Porto Alegre - Cruzeiro EC 4:1 Réver 58, Tcheco 64, Jonas 76, Maximiliano López 88 - Wellington Paulista 40k |
| 26 sierpnia 2009 | Santos FC - SC Internacional 3:3 Madson 13, Kleber 15, 58 - Alecsandro 24, 26, 50                                   |

#### Kolejka 17
| Data            | Mecz                                                                                                  |
| --------------- | --- |
| 5 sierpnia 2009 | Cruzeiro EC - Athletico Paranaense 0:2 Marcinho 48, Gabriel 87                                        |
| 5 sierpnia 2009 | São Paulo - Botafogo FR 3:1 Jorge Wagner 37k, Washington 45, Dagoberto 71 - Lúcio Flávio 20           |
| 5 sierpnia 2009 | Avaí FC - Santo André 1:0 William 12                                                                  |
| 5 sierpnia 2009 | Coritiba FBC - Santos FC 0:1 Paulo Henrique 19                                                        |
| 5 sierpnia 2009 | Náutico - Corinthians Paulista 1:0 Gilmar 42k                                                         |
| 5 sierpnia 2009 | Goiás EC - CR Flamengo 3:2 Amaral 13, Léo Lima 23, Iarley 90 - Adriano 48k, Dejan Petkovic 78         |
| 6 sierpnia 2009 | SE Palmeiras - Grêmio Porto Alegre 1:1 Cleiton Xavier 29 - Maximiliano López 31                       |
| 6 sierpnia 2009 | Fluminense FC - Sport Recife 5:1 Kieza 19, Kieza 32, Roni 39k, Alexandre 66, Maicon 90 - Vandinho 61k |
| 6 sierpnia 2009 | Grêmio Barueri - EC Vitória 4:0 Luis 2, 40, Otacílio Neto 77, Thiago Humberto 90                      |
| 2 września 2009 | SC Internacional - Atlético Mineiro 3:0 Edú 50, 60, Andrés D´Alessandro 52                            |

#### Kolejka 18
| Data             | Mecz |
| ---------------- | --- |
| 8 sierpnia 2009  | Santos FC - Avaí FC 2:2 Madson 9, Kleber 51 - William 65, Emerson 69                                          |
| 8 sierpnia 2009  | Náutico - Santo André 2:1 Carlinhos Bala 48, 70 - Gustavo Nery 90                                             |
| 8 sierpnia 2009  | Botafogo FR - Athletico Paranaense 0:1 Patrick 69                                                             |
| 9 sierpnia 2009  | CR Flamengo - Corinthians Paulista 1:0 Adriano 57                                                             |
| 9 sierpnia 2009  | EC Vitória - Fluminense FC 2:2 William Fernando da Silva 15, Roger 56 - Luiz Alberto 29, Roni 52              |
| 9 sierpnia 2009  | Coritiba FBC - Cruzeiro EC 1:3 Marcelinho 69 - Wellington Paulista 20k, 55, Thiago 50                         |
| 9 sierpnia 2009  | São Paulo - Goiás EC 3:1 Washington 45, Jorge Wagner 79, Borges 90 - Bruno Meneghel 86                        |
| 9 sierpnia 2009  | Grêmio Barueri - Grêmio Porto Alegre 1:0 Fernando 55                                                          |
| 10 sierpnia 2009 | SC Internacional - Sport Recife 3:0 Giuliano 43, Sandro Raniere Guimaraes Cordeiro 50, Andrés D´Alessandro 85 |
| 12 sierpnia 2009 | Atlético Mineiro - SE Palmeiras 1:1 Éder Luís 5 - José Ortigoza 34                                            |

#### Kolejka 19
| Data             | Mecz |
| ---------------- | --- |
| 15 sierpnia 2009 | Avaí FC - Náutico 2:1 Eltinho 24, Marquinhos 89 - Emerson 53s                                           |
| 15 sierpnia 2009 | Santo André - SC Internacional 0:2 Taison 68, Alecsandro 87k                                            |
| 15 sierpnia 2009 | SE Palmeiras - Botafogo FR 1:1 Danilo 32 - André Lima 23                                                |
| 16 sierpnia 2009 | Cruzeiro EC - Santos FC 0:0                                                                             |
| 16 sierpnia 2009 | Corinthians Paulista - Atlético Mineiro 2:0 Dentinho 25, Rafael 50                                      |
| 16 sierpnia 2009 | Sport Recife - São Paulo 1:2 Fabiano 84 - Washington 24, Hugo 90                                        |
| 16 sierpnia 2009 | Grêmio Porto Alegre - CR Flamengo 4:1 Edixon Perea 14, Réver 56, Jonas 81k, 87k - Everton 25            |
| 16 sierpnia 2009 | Fluminense FC - Coritiba FBC 1:3 Kieza 76, Marcelinho 11, 59 - Marcos Aurélio 90                        |
| 16 sierpnia 2009 | Athletico Paranaense - Grêmio Barueri 3:0 Paulo Baier 20, 35, Marcinho 59k                              |
| 16 sierpnia 2009 | Goiás EC - EC Vitória 3:2 Felipe 26, Fernando 31, Júlio César 90 - Leandro Domingues 33, Neto Berola 58 |

#### Kolejka 20
| Data             | Mecz                                                                                              |
| ---------------- | ------------------------------------------------------------------------------------------------- |
| 19 sierpnia 2009 | São Paulo - Fluminense FC 1:0 Richarlyson 22                                                      |
| 19 sierpnia 2009 | Santos FC - Grêmio Porto Alegre 1:0 Paulo Henrique 79                                             |
| 19 sierpnia 2009 | Grêmio Barueri - Sport Recife 2:1 Val Baiano 34, Thiago Humberto 90 - Luciano Henrique 66         |
| 19 sierpnia 2009 | Coritiba FBC - SE Palmeiras 1:0 Marcelinho 90k                                                    |
| 19 sierpnia 2009 | SC Internacional - Corinthians Paulista 1:2 Alecsandro 34 - Chicão 10, Jorge Henrique De Souza 87 |
| 19 sierpnia 2009 | EC Vitória - Athletico Paranaense 2:1 Ramon 31, Neto Berola 68 - Wallyson 48                      |
| 19 sierpnia 2009 | Botafogo FR - Santo André 1:2 André Lima 41k - Junior Dutra 4, Nunes 15                           |
| 20 sierpnia 2009 | CR Flamengo - Cruzeiro EC 1:2 Emerson 32 - Diego Renan 52, Fabrício 70                            |
| 20 sierpnia 2009 | Náutico - Goiás EC 2:0 Leandro 34s, Anderson 86                                                   |
| 20 sierpnia 2009 | Atlético Mineiro - Avaí FC 2:2 Éder Luís 47, Marcos Rocha 52 - Eltinho 63, Odair Fortes 90        |

#### Kolejka 21
| Data             | Mecz |
| ---------------- | --- |
| 22 sierpnia 2009 | SE Palmeiras - SC Internacional 2:1 Obina 39k, José Ortigoza 46 - Giuliano 86                                            |
| 22 sierpnia 2009 | Santo André - Coritiba FBC 1:0 Nunes 37                                                                                  |
| 22 sierpnia 2009 | Sport Recife - EC Vitória 2:0 Andrade 14, Fabiano 31                                                                     |
| 23 sierpnia 2009 | Corinthians Paulista - Botafogo FR 3:3 Dentinho 43k, 71k, Marcinho 51 - Reinaldo 46, André Lima 59, Lúcio Flávio 79      |
| 23 sierpnia 2009 | Athletico Paranaense - São Paulo 1:0 Paulo Baier 86                                                                      |
| 23 sierpnia 2009 | Grêmio Porto Alegre - Atlético Mineiro 4:1 Réver 8, Edixon Perea 23, Souza 29, Jonas 57 - Evandro 78                     |
| 23 sierpnia 2009 | Fluminense FC - Grêmio Barueri 0:0                                                                                       |
| 23 sierpnia 2009 | Goiás EC - Santos FC 2:1 Vitor 19, Felipe 51 - Kleber 29                                                                 |
| 23 sierpnia 2009 | Cruzeiro EC - Náutico 4:2 Wellington Paulista 1, Fabrício 29, Wellington Paulista 36k, 90 - Gilmar 6k, Carlinhos Bala 90 |
| 23 sierpnia 2009 | Avaí FC - CR Flamengo 3:0 Luís Ricardo 8, Léo Gago 30, Fabinho Capixaba 77                                               |

#### Kolejka 22
| Data             | Mecz |
| ---------------- | --- |
| 26 sierpnia 2009 | Grêmio Barueri - Corinthians Paulista 2:2 Flavinho 1, Val Baiano 62 - Jorge Henrique De Souza 52k, Elias 57                   |
| 29 sierpnia 2009 | CR Flamengo - Santo André 3:0 Denis Marques 8, Leonardo Moura 45k, Zé Roberto 90                                              |
| 29 sierpnia 2009 | Náutico - Athletico Paranaense 3:0 Carlinhos Bala 32, Michel 37, Derley 45                                                    |
| 29 sierpnia 2009 | Coritiba FBC - Avaí FC 2:0 Marcelinho 20, Pereira 47                                                                          |
| 30 sierpnia 2009 | SC Internacional - Goiás EC 4:0 Marquinhos 5, Pablo Guiñazú 15, Giuliano 51, Kléber 79                                        |
| 30 sierpnia 2009 | São Paulo - SE Palmeiras 0:0                                                                                                  |
| 30 sierpnia 2009 | Santos FC - Fluminense FC 2:0 Andre Felipe 44, Paulo Henrique 74                                                              |
| 30 sierpnia 2009 | EC Vitória - Cruzeiro EC 3:3 Roger 66, 88, Ramon 85 - Gilberto 3, 64k, Thiago 76                                              |
| 30 sierpnia 2009 | Atlético Mineiro - Sport Recife 1:1 Renan Oliveira 76 - Juan Carlos Arce 46                                                   |
| 30 sierpnia 2009 | Botafogo FR - Grêmio Porto Alegre 3:3 Reinaldo 19, Victor Simoes de Oliveira 46, Leandro Guerreiro 88 - Jonas 23, 57 Souza 72 |

#### Kolejka 23
| Data            | Mecz                                                                                  |
| --------------- | ------------------------------------------------------------------------------------- |
| 2 września 2009 | Corinthians Paulista - Santos FC 2:1 Bill 79, Chicão 88 - Chicão 51s                  |
| 5 września 2009 | SE Palmeiras - Grêmio Barueri 2:1 Diego Souza 49, Vagner Love 73k - Leandro Castan 87 |
| 5 września 2009 | Grêmio Porto Alegre - EC Vitória 1:1 Jonas 86 - Neto Berola 41                        |
| 5 września 2009 | Sport Recife - Botafogo FR 2:1 Fabiano 5, Wilson 7 - Juninho 55                       |
| 6 września 2009 | Santo André - Atlético Mineiro 1:2 Maurinho 75 - Éder Luís 87, Diego Tardelli 90      |
| 6 września 2009 | Athletico Paranaense - CR Flamengo 0:0                                                |
| 6 września 2009 | Fluminense FC - Náutico 1:1 Darío Conca 27 - Carlinhos Bala 46                        |
| 6 września 2009 | Goiás EC - Coritiba FBC 2:2 Felipe 22, Léo Lima 44 - Ariel Nahuelpan 17, 85           |
| 6 września 2009 | Cruzeiro EC - São Paulo 1:2 Diego Renan 44 - Marlos 64, Borges 81                     |
| 6 września 2009 | Avaí FC - SC Internacional 0:2 Dos Santos Fabiano Eller 34, Magrao 80                 |

#### Kolejka 24
| Data             | Mecz                                                                                                   |
| ---------------- | --- |
| 12 września 2009 | São Paulo - Avaí FC 2:0 Dagoberto 46, Hugo 84                                                          |
| 12 września 2009 | CR Flamengo - Sport Recife 3:0 Adriano 2, 89, Zé Roberto 31                                            |
| 13 września 2009 | Santos FC - Santo André 1:0 Germano 39                                                                 |
| 13 września 2009 | Grêmio Barueri - Goiás EC 3:1 Márcio Careca 11, Thiago Humberto 79, Basilio 88 - Vitor 14              |
| 13 września 2009 | SC Internacional - Cruzeiro EC 2:3 Alecsandro 29k, Andrezinho 74 - Gilberto 36k, 52, Thiago 75         |
| 13 września 2009 | EC Vitória - SE Palmeiras 3:2 Uelliton da Silva Vieira 19, Neto Berola 70, Derlei 84 - De Pinho 40, 88 |
| 13 września 2009 | Náutico - Grêmio Porto Alegre 0:2 Souza 17, Jonas 26                                                   |
| 13 września 2009 | Atlético Mineiro - Athletico Paranaense 2:1 Renteria 13, Diego Tardelli 72 - Alex Mineiro 10           |
| 13 września 2009 | Botafogo FR - Fluminense FC 0:0                                                                        |
| 16 września 2009 | Coritiba FBC - Corinthians Paulista 1:1 Jailton 27 - Dentinho 50                                       |

#### Kolejka 25
| Data             | Mecz                                                                                             |
| ---------------- | ------------------------------------------------------------------------------------------------ |
| 19 września 2009 | Athletico Paranaense - Sport Recife 1:0 Marcinho 2                                               |
| 19 września 2009 | EC Vitória - SC Internacional 2:0 Uelliton da Silva Vieira 59, Roger 76k                         |
| 19 września 2009 | Náutico - Atlético Mineiro 0:0                                                                   |
| 20 września 2009 | Corinthians Paulista - Goiás EC 1:4 Dentinho 74 - Iarley 8, 49, Fernandão 23, Joao Paulo 79      |
| 20 września 2009 | Santos FC - Botafogo FR 0:0                                                                      |
| 20 września 2009 | Santo André - São Paulo 1:1 Pablo Escobar 71 - Jean 7                                            |
| 20 września 2009 | Grêmio Porto Alegre - Fluminense FC 5:1 Souza 10, 23, Tcheco 18, Cássio 58s, Jonas 84 - Kieza 57 |
| 20 września 2009 | CR Flamengo - Coritiba FBC 3:0 Dejan Petkovic 33, Adriano 56, Willians 82                        |
| 20 września 2009 | Avaí FC - Grêmio Barueri 4:0 William 21, Eltinho 28, Muriqui 74, Léo Gago 82                     |
| 23 września 2009 | Cruzeiro EC - SE Palmeiras 1:2 Thiago 7 - Diego Souza 9, Vagner Love 50                          |

#### Kolejka 26
| Data             | Mecz                                                                                         |
| ---------------- | -------------------------------------------------------------------------------------------- |
| 26 września 2009 | SE Palmeiras - Athletico Paranaense 2:1 Luis Figueroa 42, Danilo 69 - Chico 61               |
| 26 września 2009 | Grêmio Barueri - Cruzeiro EC 0:1 Gilberto 72                                                 |
| 27 września 2009 | São Paulo - Corinthians Paulista 1:1 Washington 69 - Ronaldo 20                              |
| 27 września 2009 | Coritiba FBC - Náutico 2:0 Rômulo Marques Antonelli 31, Marcelinho 82                        |
| 27 września 2009 | SC Internacional - CR Flamengo 0:0                                                           |
| 27 września 2009 | Fluminense FC - Avaí FC 3:2 Alan 14, 58, Fábio Neves 43 - William 8, Muriqui 31              |
| 27 września 2009 | Goiás EC - Grêmio Porto Alegre 2:1 Léo Lima 32, Felipe 81 - Souza 17                         |
| 27 września 2009 | Sport Recife - Santo André 2:1 Juan Carlos Arce 21, Vandinho 68 - Rodrigo Fabri 34           |
| 27 września 2009 | Atlético Mineiro - Santos FC 3:1 Evandro 5, Diego Tardelli 56k, 73 - Kleber 78               |
| 27 września 2009 | Botafogo FR - EC Vitória 1:3 Lúcio Flávio 90 - Juninho 28s, Leandro Domingues 86, Gláucio 88 |

#### Kolejka 27
| Data                | Mecz |
| ------------------- | --- |
| 30 września 2009    | Náutico - São Paulo 1:2 Bruno Mineiro 11 - Hernanes 59, Hugo 88                                                                   |
| 3 października 2009 | Corinthians Paulista - Athletico Paranaense 1:3 Jucilei 82, Wallyson 67, Wesley 82 - Paulo Baier 51                               |
| 3 października 2009 | Santo André - EC Vitória 1:0 Nunes 1                                                                                              |
| 3 października 2009 | Atlético Mineiro - Grêmio Barueri 2:1 Diego Tardelli 15, Correa 80 - Flavinho 89                                                  |
| 4 października 2009 | Santos FC - SE Palmeiras 1:3 Luizinho 54 - Diego Souza 63, De Pinho 72, Vagner Love 76                                            |
| 4 października 2009 | Coritiba FBC - SC Internacional 2:0 Marcos Aurélio 75, Thiago Gentil 89                                                           |
| 4 października 2009 | Grêmio Porto Alegre - Sport Recife 3:3 Jonas 7, Maximiliano López 27, Maximiliano López 58 - Vandinho 10, Paulinho 50, Fininho 73 |
| 4 października 2009 | CR Flamengo - Fluminense FC 2:0 Adriano 51, Adriano 63                                                                            |
| 4 października 2009 | Goiás EC - Botafogo FR 1:3 Amaral 90 - Jóbson 49, Victor Simoes de Oliveira 62, André Lima 64                                     |
| 4 października 2009 | Avaí FC - Cruzeiro EC 2:2 Léo Gago 52, Cristian 90 - Leonardo Silva 42, Fabrício 59                                               |

#### Kolejka 28
| Data                | Mecz |
| ------------------- | --- |
| 7 października 2009 | São Paulo - Coritiba FBC 2:2 Hernanes 23, Washington 66 - Renatinho 37, Marcelinho 41                    |
| 7 października 2009 | Grêmio Barueri - Santo André 0:0                                                                         |
| 7 października 2009 | Athletico Paranaense - Grêmio Porto Alegre 0:0                                                           |
| 7 października 2009 | SC Internacional - Náutico 3:1 Alecsandro 22, 90, Andrés D´Alessandro 45 - Bruno Mineiro 39              |
| 7 października 2009 | Fluminense FC - Corinthians Paulista 1:1 Alan 3 - Dentinho 23                                            |
| 7 października 2009 | EC Vitória - CR Flamengo 3:3 Roger 16, Ramon 21, 40 - Denis Marques 12, Dejan Petkovic 19, Zé Roberto 90 |
| 7 października 2009 | Sport Recife - Santos FC 0:1 Felipe Azevedo 37                                                           |
| 8 października 2009 | SE Palmeiras - Avaí FC 2:2 Vagner Love 38, De Pinho 85 - Marcão 8s, Emerson 31                           |
| 8 października 2009 | Cruzeiro EC - Goiás EC 3:0 Leandro Lima 47, Wellington Paulista 48, 55                                   |
| 8 października 2009 | Botafogo FR - Atlético Mineiro 3:1 André Lima 8, Lúcio Flávio 12, Reinaldo 32 - Correa 64k               |

#### Kolejka 29
| Data                 | Mecz                                                                                     |
| -------------------- | ---------------------------------------------------------------------------------------- |
| 10 października 2009 | Corinthians Paulista - Grêmio Porto Alegre 2:1 Ronaldo 10, Elias 32 - Réver 68           |
| 10 października 2009 | Santo André - Fluminense FC 1:2 Camilo 60 - Alan 20, Fred 44k                            |
| 10 października 2009 | Coritiba FBC - Grêmio Barueri 1:2 Bruno Batata 79 - Márcio Careca 74, Thiago Humberto 90 |
| 10 października 2009 | SC Internacional - Athletico Paranaense 1:1 Alecsandro 89 - Patrick 78                   |
| 10 października 2009 | CR Flamengo - São Paulo 2:1 Dejan Petkovic 64k, Zé Roberto 80 - Hernanes 25              |
| 12 października 2009 | Santos FC - EC Vitória 0:0                                                               |
| 12 października 2009 | Goiás EC - Sport Recife 1:1 Léo Lima 50 - Luciano Henrique 81                            |
| 12 października 2009 | Náutico - SE Palmeiras 3:0 Luiz Claudio 6, Bruno Mineiro 42, 61                          |
| 12 października 2009 | Atlético Mineiro - Cruzeiro EC 0:1 Wellington Paulista 11                                |
| 12 października 2009 | Botafogo FR - Avaí FC 2:2 Victor Simoes de Oliveira 64, 77 - Emerson 37, William 44      |

#### Kolejka 30
| Data                 | Mecz                                                                           |
| -------------------- | ------------------------------------------------------------------------------ |
| 17 października 2009 | São Paulo - Atlético Mineiro 0:1 Diego Tardelli 1                              |
| 17 października 2009 | Grêmio Barueri - Santos FC 0:0                                                 |
| 17 października 2009 | Avaí FC - Goiás EC 2:1 Léo Gago 52, Leandro 15 - Marquinhos 60                 |
| 18 października 2009 | SE Palmeiras - CR Flamengo 0:2 Dejan Petkovic 24, 61                           |
| 18 października 2009 | Athletico Paranaense - Santo André 3:0 Paulo Baier 27, Marcel 28s, Marcinho 62 |
| 18 października 2009 | Grêmio Porto Alegre - Coritiba FBC 2:0 Edixon Perea 45, Souza 82               |
| 18 października 2009 | Fluminense FC - SC Internacional 2:2 Gum 42, 86 - Alecsandro 13, Marquinhos 65 |
| 18 października 2009 | EC Vitória - Náutico 3:1 Leandro 61, 82, Jackson 90 - Bruno Mineiro 46         |
| 18 października 2009 | Sport Recife - Corinthians Paulista 2:0 Juan Carlos Arce 36, Wilson 67         |
| 18 października 2009 | Cruzeiro EC - Botafogo FR 1:0 Thiago 62                                        |

#### Kolejka 31
| Data                 | Mecz |
| -------------------- | --- |
| 21 października 2009 | Santo André - SE Palmeiras 2:0 Nunes 21, 77                                                                                           |
| 24 października 2009 | Náutico - Grêmio Barueri 2:1 Bruno Mineiro 26, Patrick de Souza Conceição 70 - Márcio Careca 47                                       |
| 24 października 2009 | Atlético Mineiro - EC Vitória 1:0 Diego Tardelli 27                                                                                   |
| 25 października 2009 | Corinthians Paulista - Cruzeiro EC 0:1 Gilberto 40                                                                                    |
| 25 października 2009 | Santos FC - São Paulo 3:4 Andre Astorga 5, Rodrigo Souto 25, Róbson 66 - Hernanes 11, Washington 37, Jorge Wagner 59, Rogério Ceni 68 |
| 25 października 2009 | Coritiba FBC - Athletico Paranaense 3:2 Ariel Nahuelpan 18, Jéci 68, Marcos Aurélio 90 - Ariel Nahuelpan 16s, Marcinho 73             |
| 25 października 2009 | SC Internacional - Grêmio Porto Alegre 1:0 Andrés D´Alessandro 3                                                                      |
| 25 października 2009 | Botafogo FR - CR Flamengo 0:1 Adriano 31                                                                                              |
| 25 października 2009 | Goiás EC - Fluminense FC 2:2 Iarley 6, Romerito 16 - Mariano 41, Ezequiel González 60                                                 |
| 25 października 2009 | Avaí FC - Sport Recife 2:2 Marquinhos 16, Luís Ricardo 64 - Wilson 5, Luciano Henrique 7                                              |

#### Kolejka 32
| Data                 | Mecz |
| -------------------- | --- |
| 28 października 2009 | São Paulo - SC Internacional 1:0 Washington 45                                                             |
| 28 października 2009 | Grêmio Barueri - CR Flamengo 2:0 Val Baiano 45, Éverton 69                                                 |
| 28 października 2009 | Athletico Paranaense - Santos FC 1:1 Bruno Costa de Souza 52 - Kleber 49k                                  |
| 28 października 2009 | Grêmio Porto Alegre - Avaí FC 3:1 Tcheco 29k, Maximiliano López 60, Souza 62 - Emerson 77                  |
| 28 października 2009 | EC Vitória - Corinthians Paulista 0:1 Matias De Federico 66                                                |
| 28 października 2009 | Cruzeiro EC - Santo André 3:2 Joffre Guerron Mendez 58, Eliandro 83, Thiago 90 - Nunes 61, Junior Dutra 72 |
| 28 października 2009 | Botafogo FR - Náutico 1:0 Jonatas 72k                                                                      |
| 29 października 2009 | SE Palmeiras - Goiás EC 4:0 Obina 49, 75k, 87, Deyvid Sacconi 83                                           |
| 29 października 2009 | Fluminense FC - Atlético Mineiro 2:1 Fred 23k, Darío Conca 46 - Diego Tardelli 52                          |
| 29 października 2009 | Sport Recife - Coritiba FBC 1:1 Fabiano 39 - Ariel Nahuelpan 45                                            |

#### Kolejka 33
| Data                 | Mecz |
| -------------------- | --- |
| 31 października 2009 | São Paulo - Grêmio Barueri 1:0 Jorge Wagner 4                                                                |
| 31 października 2009 | CR Flamengo - Santos FC 1:0 Adriano 6                                                                        |
| 31 października 2009 | Avaí FC - Athletico Paranaense 2:0 Rógelio 7, William 77                                                     |
| 1 listopada 2009     | SE Palmeiras - Corinthians Paulista 2:2 Danilo 51, Maurício 83 - Ronaldo 39k, 64                             |
| 1 listopada 2009     | Santo André - Grêmio Porto Alegre 2:0 Nunes 27, Rafael Marques 47s                                           |
| 1 listopada 2009     | Coritiba FBC - EC Vitória 1:0 Pereira 21                                                                     |
| 1 listopada 2009     | SC Internacional - Botafogo FR 0:1 Juninho 2                                                                 |
| 1 listopada 2009     | Goiás EC - Atlético Mineiro 2:3 Júlio César 41, Leandro 44 - Ricardinho 14, Éder Luís 20, Diego Tardelli 68k |
| 1 listopada 2009     | Náutico - Sport Recife 3:2 Bruno Mineiro 4, Carlinhos Bala 32 - Vandinho 8, Wilson 60, Irenio José Soares 63 |
| 1 listopada 2009     | Cruzeiro EC - Fluminense FC 2:3 Jonathan 15, Wellington Paulista 29 - Gum 54, Fred 57, 70                    |

#### Kolejka 34
| Data             | Mecz |
| ---------------- | --- |
| 4 listopada 2009 | Grêmio Porto Alegre - São Paulo 1:1 Rafael Marques 24 - Dagoberto 31                                         |
| 7 listopada 2009 | Santos FC - Náutico 3:1 Kleber 29k, Neymar 58, 89 - Ailton 67k                                               |
| 7 listopada 2009 | EC Vitória - Avaí FC 0:1 William 78                                                                          |
| 7 listopada 2009 | Sport Recife - Cruzeiro EC 2:3 Wilson 12, Wilson 16 - Thiago 19, Leonardo Silva 52, Joffre Guerron Mendez 64 |
| 8 listopada 2009 | Corinthians Paulista - Santo André 2:0 Ronaldo 36, Dentinho 76                                               |
| 8 listopada 2009 | Grêmio Barueri - SC Internacional 1:1 Márcio Careca 16 - Dos Santos Fabiano Eller 65                         |
| 8 listopada 2009 | Athletico Paranaense - Goiás EC 2:0 Marcinho 23, Wallyson 75                                                 |
| 8 listopada 2009 | Fluminense FC - SE Palmeiras 1:0 Fred 59                                                                     |
| 8 listopada 2009 | Atlético Mineiro - CR Flamengo 1:3 Ricardinho 50 - Dejan Petkovic 9, Maldonado 39, Adriano 81                |
| 8 listopada 2009 | Botafogo FR - Coritiba FBC 2:0 Renato 37, Lúcio Flávio 67                                                    |

#### Kolejka 35
| Data              | Mecz                                                                                                |
| ----------------- | --------------------------------------------------------------------------------------------------- |
| 11 listopada 2009 | SE Palmeiras - Sport Recife 2:2 Deyvid Sacconi 71, Danilo 84 - Juan Carlos Arce 12, Wilson 17       |
| 14 listopada 2009 | São Paulo - EC Vitória 2:0 Jorge Wagner 24, Hugo 48                                                 |
| 14 listopada 2009 | Coritiba FBC - Atlético Mineiro 2:1 Rômulo Marques Antonelli 20, Marcelinho 85k - Éder Luís 54      |
| 14 listopada 2009 | Cruzeiro EC - Grêmio Porto Alegre 1:1 Gilberto 65k - Germán Herrera 90                              |
| 15 listopada 2009 | Grêmio Barueri - Botafogo FR 3:0 Val Baiano 28, 52, 90                                              |
| 15 listopada 2009 | SC Internacional - Santos FC 3:1 Danilo Silva 25, Marquinhos 28, Andrés D´Alessandro 84 - Neymar 63 |
| 15 listopada 2009 | Fluminense FC - Athletico Paranaense 2:1 Fred 17, Maicon 63 - Marcelo 83                            |
| 15 listopada 2009 | Goiás EC - Santo André 3:1 Fernandão 48, 65, Iarley 72 - Marcelinho Carioca 11                      |
| 15 listopada 2009 | Náutico - CR Flamengo 0:2 Dejan Petkovic 16, Adriano 45                                             |
| 15 listopada 2009 | Avaí FC - Corinthians Paulista 3:1 William 12k, 28, Léo Gago 69 - Marquinhos 14s                    |

#### Kolejka 36
| Data              | Mecz |
| ----------------- | --- |
| 18 listopada 2009 | Grêmio Porto Alegre - SE Palmeiras 2:0 Rafael Marques 45, Maximiliano López 70                           |
| 21 listopada 2009 | Corinthians Paulista - Náutico 2:3 Ronaldo 48, Elias 71 - Bruno Mineiro 38, Carlinhos Bala 84, Ailton 90 |
| 21 listopada 2009 | Athletico Paranaense - Cruzeiro EC 1:1 Marcinho 74 - Leonardo Silva 90                                   |
| 22 listopada 2009 | Santos FC - Coritiba FBC 4:0 Madson 21, Kleber 25, Neymar 63, 87                                         |
| 22 listopada 2009 | Santo André - Avaí FC 4:2 Marcelinho Carioca 22k, Maurinho 54, Camilo 66, 90 - Muriqui 57, Marquinhos 75 |
| 22 listopada 2009 | CR Flamengo - Goiás EC 0:0                                                                               |
| 22 listopada 2009 | EC Vitória - Grêmio Barueri 2:1 Leandro Domingues 47, Roger 55 - Val Baiano 90                           |
| 22 listopada 2009 | Sport Recife - Fluminense FC 0:3 José Pereira 66s, Fred 73, Darío Conca 86                               |
| 22 listopada 2009 | Atlético Mineiro - SC Internacional 0:1 Giuliano 15                                                      |
| 22 listopada 2009 | Botafogo FR - São Paulo 3:2 Jóbson 14, 89, Renato 58 - Washington 45, Jorge Wagner 56                    |

#### Kolejka 37
| Data              | Mecz |
| ----------------- | --- |
| 29 listopada 2009 | Corinthians Paulista - CR Flamengo 0:2 Zé Roberto 26, Leonardo Moura 90k                                                             |
| 29 listopada 2009 | SE Palmeiras - Atlético Mineiro 3:1 Cleiton Xavier 1, Diego Souza 17, Vagner Love 45 - Diego Tardelli 13                             |
| 29 listopada 2009 | Santo André - Náutico 5:3 Nunes 3, 74, Maurinho 18, 36, Rômulo Souza Orestes Caldeira 57 - Carlinhos Bala 29, Anderson 60, Nilson 79 |
| 29 listopada 2009 | Athletico Paranaense - Botafogo FR 2:0 Wallyson 39, Paulo Baier 64                                                                   |
| 29 listopada 2009 | Grêmio Porto Alegre - Grêmio Barueri 4:2 Douglas Costa 6, Adilson Warken 17, Souza 32, Maximiliano López 90 - Val Baiano 57, 79      |
| 29 listopada 2009 | Fluminense FC - EC Vitória 4:0 Alan 4, Fred 5, Darío Conca 59, 87                                                                    |
| 29 listopada 2009 | Goiás EC - São Paulo 4:2 Vitor 21, Rithely 37, Fernandão 66, Léo Lima 71 - Washington 15, 70                                         |
| 29 listopada 2009 | Sport Recife - SC Internacional 1:2 Vandinho 40 - Kléber 67, Andrezinho 84                                                           |
| 29 listopada 2009 | Cruzeiro EC - Coritiba FBC 4:1 Henrique 43, Jonathan 45, Wellington Paulista 56k, Eliandro 66 - Jéci 11                              |
| 29 listopada 2009 | Avaí FC - Santos FC 2:2 Cristian 3k, 6 - Kleber 28k, Paulo Henrique 84                                                               |

#### Kolejka 38
| Data           | Mecz                                                                                              |
| -------------- | ------------------------------------------------------------------------------------------------- |
| 5 grudnia 2009 | Atlético Mineiro - Corinthians Paulista 0:3 Souza 17, 41k, Bill 89                                |
| 5 grudnia 2009 | Náutico - Avaí FC 0:1 Eltinho 34                                                                  |
| 6 grudnia 2009 | São Paulo - Sport Recife 4:0 Washington 34, 64, 89, Rogério Ceni 52                               |
| 6 grudnia 2009 | Santos FC - Cruzeiro EC 1:2 Neymar 70 - Wellington Paulista 4, Kléber 75                          |
| 6 grudnia 2009 | Grêmio Barueri - Athletico Paranaense 0:0                                                         |
| 6 grudnia 2009 | Coritiba FBC - Fluminense FC 1:1 Pereira 35 - Marquinhos 27                                       |
| 6 grudnia 2009 | SC Internacional - Santo André 4:1 Alecsandro 22, Indio 33, Andrezinho 67, Giuliano 82 - Nunes 85 |
| 6 grudnia 2009 | CR Flamengo - Grêmio Porto Alegre 2:1 David 29, Ronaldo Angelim 69 - Roberson 21                  |
| 6 grudnia 2009 | EC Vitória - Goiás EC 2:2 Roger 25, Leandro Domingues 82 - Felipe 52, 60                          |
| 6 grudnia 2009 | Botafogo FR - SE Palmeiras 2:1 Wellington Oliveira dos Reis 55, Jóbson 65 - De Pinho 90           |

### Końcowa tabela sezonu 2009
| Lp. | Drużyna                 | M  | Z  | R  | P  | Bramki | Bramki | Różn. | Pkt | Uwagi                             |
| --- | ----------------------- | -- | -- | -- | -- | ------ | ------ | ----- | --- | --------------------------------- |
| 1   | CR Flamengo (M)         | 38 | 19 | 10 | 9  | 58     | 44     | +14   | 67  | Copa Libertadores • Faza grupowa  |
| 2   | SC Internacional        | 38 | 19 | 8  | 11 | 65     | 44     | +21   | 65  | Copa Libertadores • Faza grupowa  |
| 3   | São Paulo FC            | 38 | 18 | 11 | 9  | 57     | 42     | +15   | 65  | Copa Libertadores • Faza grupowa  |
| 4   | Cruzeiro EC             | 38 | 18 | 8  | 12 | 58     | 53     | +5    | 62  | Copa Libertadores • Runda wstępna |
| 5   | SE Palmeiras            | 38 | 17 | 11 | 10 | 58     | 45     | +13   | 62  | Copa Sudamericana • 2S            |
| 6   | Avaí FC                 | 38 | 15 | 12 | 11 | 61     | 52     | +9    | 57  | Copa Sudamericana • 2S            |
| 7   | Atlético Mineiro        | 38 | 16 | 8  | 14 | 55     | 56     | −1    | 56  | Copa Sudamericana • 2S            |
| 8   | Grêmio Porto Alegre     | 38 | 15 | 10 | 13 | 67     | 46     | +21   | 55  | Copa Sudamericana • 2S            |
| 9   | Goiás EC                | 38 | 15 | 10 | 13 | 64     | 65     | −1    | 55  | Copa Sudamericana • 2S            |
| 10  | SC Corinthians Paulista | 38 | 14 | 10 | 14 | 50     | 54     | −4    | 52  | Copa Libertadores • Faza grupowa  |
| 11  | Grêmio Porto Alegre     | 38 | 12 | 13 | 13 | 59     | 52     | +7    | 49  | Copa Sudamericana • 2S            |
| 12  | Santos FC               | 38 | 12 | 13 | 13 | 58     | 58     | 0     | 49  | Copa Sudamericana • 2S            |
| 13  | EC Vitória              | 38 | 13 | 9  | 16 | 51     | 57     | −6    | 48  | Copa Sudamericana • 2S            |
| 14  | Athletico Paranaense    | 38 | 13 | 9  | 16 | 42     | 49     | −7    | 48  |                                   |
| 15  | Botafogo FR             | 38 | 11 | 14 | 13 | 52     | 58     | −6    | 47  |                                   |
| 16  | Fluminense FC           | 38 | 11 | 13 | 14 | 49     | 56     | −7    | 46  |                                   |
| 17  | Coritiba FBC (S)        | 38 | 12 | 9  | 17 | 48     | 60     | −12   | 45  | Série B                           |
| 18  | EC Santo André (S)      | 38 | 11 | 8  | 19 | 46     | 61     | −15   | 41  | Série B                           |
| 19  | Náutico (S)             | 38 | 10 | 8  | 20 | 48     | 71     | −23   | 38  | Série B                           |
| 20  | Sport Recife (S)        | 38 | 7  | 10 | 21 | 48     | 71     | −23   | 31  | Série B                           |

Według regulaminu do Copa Libertadores 2010 zakwalifikowały się pierwsze 4 kluby w tabeli oraz zdobywca Pucharu Brazylii (Copa do Brasil), natomiast następne 10 klubów uzyskało prawo startu w Copa Sudamericana 2010. Do Copa Sudamericana zakwalifikowały się drużyny z miejsc 5-9 i 11-13.
Do drugiej ligi (Campeonato Brasileiro Série B) spadły 4 ostatnie w tabeli kluby: Coritiba FBC, Santo André, Náutico i Sport Recife.